# Solanavallei

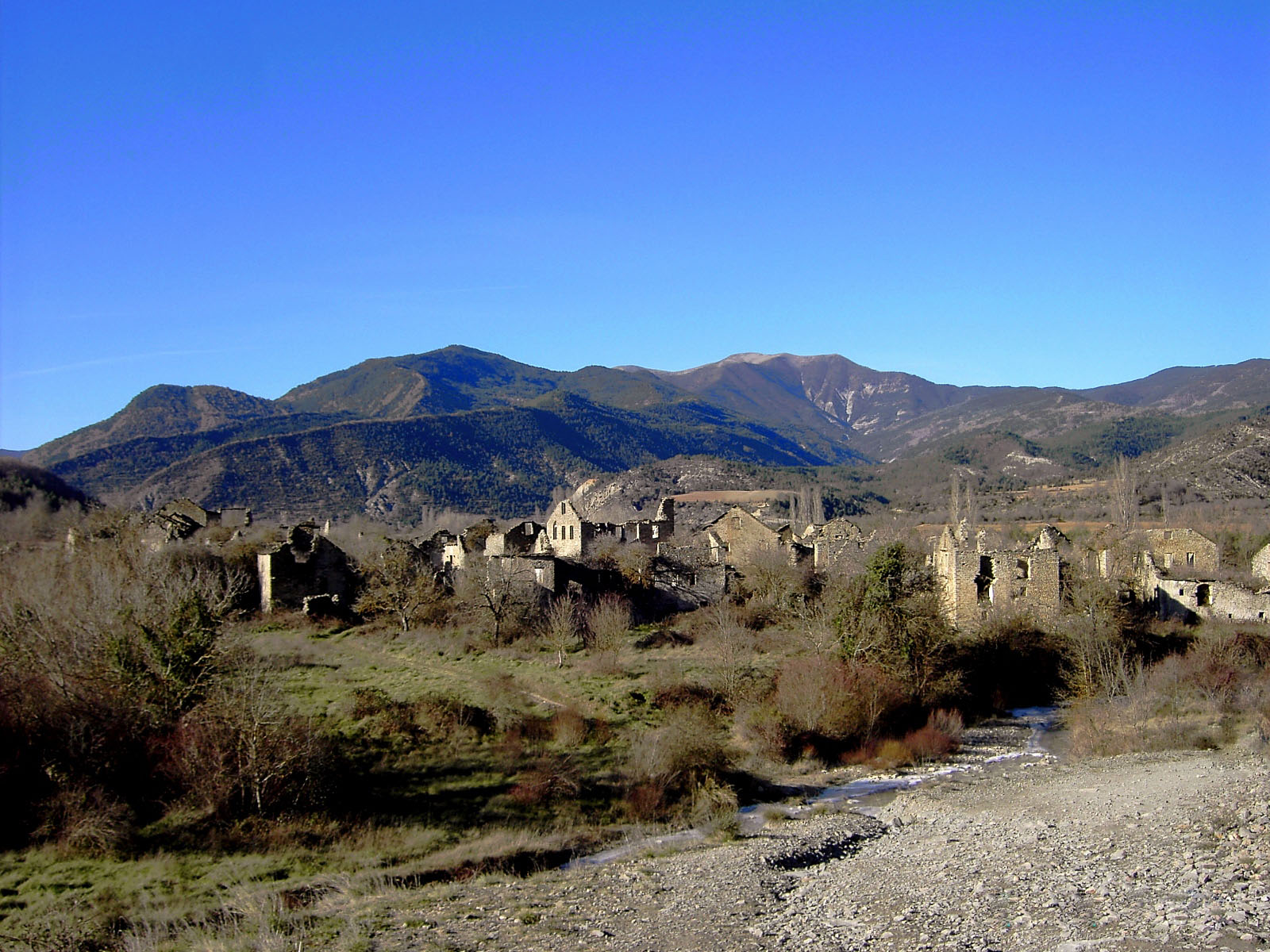
Zicht op Jánovas, een van de verlaten dorpen in de Solanavallei

De Solanavallei (Spaans: Valle de la Solana; Aragonees Val d'a Solana) is een vallei in de Pyreneeën. De vallei ligt in de Spaanse regio Aragon, ten oosten van Fiscal en ten noorden van de Ara.

## Geschiedenis
Er waren veel dorpen in de Solanavallei. De bewoners verlieten de plaats tussen 1960 en 1970 als gevolg van de druk die uitgeoefend werd door Instituto para la Conservación de la Naturaleza (ICONA) dat de grond had gekocht rond de dorpen. Er waren ook andere factoren, zoals het opgeven van de traditionele landbouw door de lokale jeugd en de verandering van levensstijl die in heel Spanje merkbaar was tijdens de tweede helft van de 20e eeuw.

## Spookdorpen
In de Solanavallei zijn er een paar kleine dorpskerken en kleinere religieuze gebouwen, zoals de Iglesia de la Asunción en de esconjuradero in Burgasé, de Iglesia de Santa María in Muro de Solana, de Santiagokerk in Villamana en St. Petrus kerk in Gere.
De 16 dorpen die in het dal liggen, zijn allemaal verlaten en de huizen zijn in verval geraakt:
- Burgasé
- Càjol
- Càmpol
- Castellar
- Gere
- Ginuabel
- Giral
- Jánovas
- Lacort
- Lavelilla
- Muro de Ara of Muro de Solana
- Puyuelo
- Sasé
- Semolué
- San Martín de Puytarans of San Martín de la Solana
- Sanfelices de Solana of Sanfelices de la Ribera
- Villamana